# Контркультура 1960-х годов
Контркультура 1960-х годов — субкультура, возникшая в начале 1960-х годов в США, затем распространившаяся на Западную Европу и некоторые страны Восточного блока. Субкультура наследовала традиции битников, её элементы строились на отрицании или противопоставлении соответствующих элементов традиционной западной культуры того времени, общим для всех представителей этой субкультуры был выраженное настроение протеста. За эту особенность историк и социолог Теодор Роззак в 1969 назвал эту субкультуру контркультурой, введя таким образом слово в научный оборот. В социальной сфере контркультура отрицала вертикальное иерархическое государство в пользу связанных личными горизонтальными связями общин анархического толка.  